# Thomas Gomez
Thomas Gomez (født 10. juli 1905, død 18. juni 1971) var en amerikansk teater- og filmskuespiller.